# Людовик VII Молодий
Людовик VII Молодий (фр. Louis VII de France, Louis le Jeune; 1120 — 18 вересня 1180, Мелен) — король Франції з 1137 року до своєї смерті, шостий король з династії Капетингів.

## Біографія
Як молодший (другий) син Людовика VI Товстого та його другої дружини Аделаїди Савойської мав стати духовною особою. Проте, несподівана смерть у 1131 році його старшого брата Філіпа змінила призначення Людовика. У рік вступу на престол, 22 липня 1137 року, Людовик VII одружився з Алієнор Аквітанською, від шлюбу з якою народилося дві дочки (Марія та Аліса). У 1154 році Людовик VII одружився з Констанс Кастильською, дочкою Альфонсо VII, короля Галісії, Леону та Кастилії. Від цього шлюбу народилося також дві дочки. Утретє Людовик VII одружився з Аделаїдою Шампанською, дочкою графа Теобальда II Шампанського. Внаслідок останнього шлюбу народились син і дочка.

## Родина
1 Дружина — Алієнор Аквітанська
Діти:
- Марія (1145—1198) — графиня-консорт Шампані та Брі з 1164 року, дружина графа Шампані Генріха І, регент Шампані при чоловікові та синові.
- Аліса (1150—1195) — графиня-консорт Блуа і Шартру з 1164 року, дружина графа Блуаського Теобальда V.

2 Дружина — Констанс Кастильська
Діти:
- Маргарита Французька (1158—1197) — одружена (1) з Генріхом Молодим, сином короля Англії Генріха II, (2) Белою III, королем Угорщини
- Аделаїда (1160—1220) — заручена з Річардом I Левине Серце, королем Англії, одружилася з Гійомом III, графом Понтьє

3 Дружина — Адель Шампанська
Діти:
- Філіп II Август (1165—1223) — король Франції
- Агнеса Французька (1171—1240) — одружена з Андроніком I Комніном, імператором Візантії